# Chevaudos
Chevaudos (en wallon : Tch'vaudos) est un hameau de la commune belge de Léglise, dans la province de Luxembourg.
Avant la fusion des communes de 1977, il appartenait à l'ancienne commune d'Assenois.

## Situation
Chevaudos est un hameau ardennais se situant en lisière de forêt et s'étirant le long de la route nationale 801 Neufchâteau-Tintigny entre les localités d'Assenois et Les Fossés. Il avoisine aussi le hameau d'Habaru.